# Ciorbă rădăuțeană
La ciorba rădăuțeană és un dels plats principals que se serveix al dinar o, de vegades, al sopar. Hi ha algunes variants de la recepta arreu de Romania.

## Origen
Com el seu nom indica, la sopa Radauti es va preparar per primera vegada al municipi de Rădăuți al comtat de Suceava als anys 70. La que va inventar aquest assortiment de sopes és Cornelia Dumitrescu. La mestressa de casa va introduir pollastre a la ciorbă de burtă, per insistència del seu marit, que volia sopa de panxa amb gust de pollastre. Molt poc després va introduir la recepta al menú del restaurant on treballava. La sopa va ser apreciada fins i tot per turistes estrangers, que van demanar la recepta. Molts xefs o propietaris de restaurants han introduït la recepta a les seves instal·lacions.

## Mètode de preparació
Els ingredients principals de la sopa són el pit de pollastre, nata, 3 rovells d'ou, 2 pastanagues, 2 pebrots, una ceba i 3 grans d'all.
Es pelen les verdures, es renta el pit de pollastre i tot seguit es posen a bullir totes en una olla. S'hi afegeix sal al gust i deixeu-ho coure a foc lent fins que bullin tots els ingredients. Després de tot bullit, es treu l'olla del foc, les verdures i el pollastre i es deixen refredar. Tot seguit es tallen les pastanagues a daus i es treu una tassa de sopa de la cassola en la qual bullin tots els ingredients i es deixa refredar.
Es barregen els 3 rovells d'ou amb la nata fins que quedi homogeni, i després els alls triturats juntament amb la sopa que es deixa refredar. Es torna a posar l'olla de sopa al foc i s'hi afegeix la composició feta a sobre dels rovells. Es posa el pit de pollastre solt i les pastanagues. Es bull un minut més i finalment es treu l'olla del foc.